# Рауп, Ян
Ян Рауп, упоминается в некоторых источниках также под двойной серболужицко-немецкой фамилией Rawp-Raupp (в.-луж. Jan Rawp; 17 ноября 1928, Брауншвейг, Германия — 13 сентября 2007, Будишин, Германия) — лужицкий композитор и историк серболужицкой музыки. Лауреат премии имени Якуба Чишинского (1970, 1974).

## Биография
Родился в 1928 году в семье оперной певицы Рут-Марки Рауповой и врача. Проживал в Берлине и Дрездене, где воспитывался в семье своего деда со стороны матери известного серболужицкого композитора Бярната Крауца. С 1938 по 1944 года обучался в различных высших учебных заведениях в Берлине, Дрезедене и Баутцене. После окончания Второй мировой войны продолжил своё обучение в Высшей школе искусства и театра в Баутцене. Потом обучался в Серболужицком педагогическом институте в Радиборе, по окончании которого некоторое время работал учителем.
С 1947 года по направлению серболужицкой организации «Домовина» обучался в Пражской консерватории, с 1951 по 1955 года — студент факультета истории искусств в Карловом университете в Праге. В 1955 году женился на органистке Любине Голанец.
После возвращения в 1955 году в Лужицу до 1986 года работал историком серболужицкой музыки в Институте серболужицкого народоведения (с 1992 года — Серболужицкий институт). Занимался систематизацией музыкальной культурой лужичан. С 1962 года — профессор университета имени Гумбольдта.
С 1972 по 1980 года — председатель Общества серболужицких музыкантов (Koło serbskich hudźbnikow). Был членом Президиума Союза композиторов и музыкантов ГДР и членом Комиссии народной музыки Академии искусств в Брно. Один из основателей Международного общества народной музыки в Лондоне. С 1990 года — член серболужицкой культурно-просветительской организации «Матица сербо-лужицкая».
За свою деятельность по развитию серболужицкой музыкальной культуры был дважды удостоен премии имени Якуба Чишинского (1970, 1974), учительской премии Домовины (1971, 1975) и орденом «За заслуги перед Отечеством» (1978).
Скончался 13 сентября 2007 года в Будишине. Похоронен на Тухорском кладбище.
Сочинения
- Drehe mich im Reigen — Volkslieder der Lausitzer Sorben (1960)
- Sorbische Volksmusikanten und Musikinstrumente (1963)
- Metamorfozy, 1964
- Sorbische Musik. Ein Abriss in Wort und Bild (1966)
- Esej, 1967
- Concerto animato, 1970
- Sinfonija verte-bleue, 1975
- Sorbische Volksmusikinstrumente und der «Atlas der deutschen Volkskunde» 1937/39. Lětopis, Reihe C, 1977, Nr. 20, s. 32-45
- Serbska hudźba (1978)
- Kralowy huslerski spěwnik (1984)